# Tafalisca lineatipes
Tafalisca lineatipes är en insektsart som beskrevs av Bruner, L. 1916. Tafalisca lineatipes ingår i släktet Tafalisca och familjen syrsor. Inga underarter finns listade i Catalogue of Life.